# جزیره بوبوواسی
جزیره بوبوواسی جزیره‌ای در غنا است که در خلیج آکسیم در اقیانوس اطلس قرار دارد. این جزیره ۱٫۸ کیلومتر (۱٫۱ مایل) از شهر آکسیم و قلعهٔ آکسیم فاصله دارد و در مختصات جغرافیایی۰۴°۵۲′ شمالی ۰۲°۱۵′ غربی / ۴٫۸۶۷°شمالی ۲٫۲۵۰°غربی واقع شده. در این جزیره یک فانوس دریایی نیز وجود دارد.
جزیرهٔ بوبواسی از نظر اداری، بخشی از منطقهٔ غربی غنا محسوب می‌شود، و ۲۳۸ کیلومتر (۱۴۸ مایل) از آکرا فاصله دارد.